# شی جینگنان
شی جینگنان (انگلیسی: Shi Jingnan؛ زادهٔ ۷ آوریل ۱۹۹۴) اسکیت‌باز سرعت اهل چین است.